# Fujiwara no Motohira
Fujiwara no Motohira (藤原基衡, [[[1105]] – 1157] Erro: {{japonês}}: texto da transliteração contém caractere não latino (pos 19) (ajuda)) foi um samurai do Período Heian (794 - 1185), foi o 2º líder do Clã Ōshū Fujiwara (Fujiwara do Norte) que governou Norte do Japão entre  1100 a 1189 aproximadamente.

## Vida
Em meados do século XII Motohira,  como líder dos Fujiwara do Norte  tinha seu quartel general em  Hiraizumi e foi Kokushi (governador) das Províncias de Mutsu e de Dewa, no norte da ilha de Honshu , foi o segundo filho de Fujiwara no Kiyohira  com uma filha de Abe no Munetō.
Reconstruiu os templos Chūson-ji e Mōtsū-ji por volta de 1150, os templos originais foram construídos por seu pai Kiyohira antes de morrer em 1128, mas que foram consumidos pelo fogo logo após a sua conclusão em decorrência da guerra de sucessão entre Motohira e seu irmão Fujiwara no Koretsune .
Alias por causa deste incidente com o irmão Motohira foi chamado pela Corte para explicar a situação e só escapou da punição alegando ignorância sobre o incidente e oferecendo o comandante da tropa durante o incidente, seu sobrinho e vassalo Inunoshoji Sueharu, como bode expiatório, Sueharu foi executado junto com cinco de seus homens .
Anos mais tarde seu corpo foi encontrado em excelente estado de mumificação, sob o altar principal do Konjiki-dō do Chūson-ji, junto com os de seu pai Kiyohira, de seu filho Fujiwara no Hidehira e da cabeça de seu neto Fujiwara no Yasuhira . Os principais pilares e vigas estavam cobertos com laca, incrustados de madrepérola e decorados com imagens budistas .